# Teresa Cornelys
Teresa Cornelys a volte citata come Theresa, nata Anna Maria Teresa Imer (Venezia, 1723 – Londra, 19 agosto 1797) è stata un soprano e impresario teatrale italiano che ospitava raduni alla moda alla Carlisle House di Soho Square.
Ebbe anche numerosi amanti, tra cui Casanova, da cui ebbe una figlia.

## Biografia
Suo padre, Giuseppe Imer, era un impresario d'opera e sua madre, Paolina, un'attrice. Sua sorella Marianna era anche lei una cantante d'opera. Teresa fu iniziata alla seduzione da sua madre, che la tormentò affinché assecondasse l'anziano senatore Alvise Malipiero, che si era innamorato follemente di lei. Contemporaneamente conobbe Casanova, poi divenuto protetto del senatore, ma rifiutò l'offerta di matrimonio dell'anziano Malipiero. Nel 1745, questi morì ed ella seguì Angelo Pompeati, ballerino e coreografo ed ex maestro del balletto veneziano a Vienna, dove questi lavorava alla corte dell'Imperatrice Maria Teresa, e si sposarono nella Cattedrale di Santo Stefano.  Tuttavia, nel giro di pochi mesi lo lasciò per un impegno operistico al King's Theatre di Haymarket, a Londra.
Il suo primo figlio, Giuseppe, nacque quasi sul palco a Vienna, nel 1746 ma suo marito non lo riconobbe mai.  Dopo un periodo in viaggio con Gluck e la sua compagnia d'opera, la sua secondogenita nacque a Bayreuth nel 1753 e le venne dato il nome di Guglielmina da Guglielmina di Prussia, moglie del margravio Federico, che potrebbe essere stato il padre del bambino.  Tornata a Bayreuth, dopo un soggiorno in Italia, mise alla luce la sua figlia avuta da Casanova all'inizio del 1754, e la bambina venne chiamata Sophia Wilhelmina Frederica, di nuovo in onore della margravia.  Più tardi, quello stesso anno, lasciò suo marito per sempre, inizialmente recandosi a Parigi. Quando Sophia aveva quattro anni, Teresa stava conducendo un'esistenza da peripatetica, sempre più disperatamente gravata da problemi finanziari, intrattenendo una moltitudine di amanti.  Durante questo periodo si faceva chiamare Madame de Trenti, sostenendo che era il nome della sua tenuta di famiglia. A un certo punto divenne responsabile di tutti i teatri dei Paesi Bassi austriaci. Guglielmina e un bambino che Teresa aveva partorito a Parigi morirono entrambi.  Teresa fu incarcerata per debiti a Parigi e nel 1759 Giuseppe fu portato via da Casanova per essere allevato a Venezia.
La prima apparizione di Teresa a Londra nel 1746, in La caduta de' Giganti di Gluck, non ebbe successo. Una recensione contemporanea:
Tuttavia, nel 1759 fu persuasa a tornare alle scene da un uomo che si chiamava John Freeman. Era stato battezzato John Boorder ma aveva ereditato una fortuna e in seguito aveva usato il nome di John Fermor in Inghilterra; era un violoncellista e contrabbassista che le disse di essere un ecclesiastico della Chiesa d'Inghilterra, e che lei avrebbe potuto fare fortuna a Londra.
Tornò in Inghilterra nel 1759 da Rotterdam, dove aveva usato il nome del suo amante, Cornelis de Rigerboos, presentandosi come Madame Cornelys, sua vedova. Rivendicare la vedovanza le dava maggiore rispetto e simpatia, ma comportava anche maggiori diritti legali.  Nel 1760, trattando attraverso Fermor, perché non parlava abbastanza bene l'inglese, prese in affitto Carlisle House, una grande villa ben arredata nell'elegante Soho Square con annessi sul retro lungo una strada laterale, per £ 180 all'anno.  Fu aiutata in questo dal patrocinio di Elizabeth Chudleigh, che in seguito divenne bigama di un duca.  Nell'autunno di quell'anno iniziò a realizzare abbonamenti per i suoi spettacoli, in altre parole vendendo i biglietti in anticipo.
Inizialmente i suoi spettacoli erano costituiti soltanto da giochi di carte e balli, ma incontrò il successo sufficiente per acquistare il contratto di locazione della casa e avere una grande estensione costruita sul sito degli edifici retrostanti e in una parte del giardino, costituita da una sala da concerto o da una sala da ballo sopra una sala da pranzo con quattrocento posti a sedere in un vasto tavolo a forma di mezzaluna.   Aveva una piastra di rame posta nelle fondamenta con la scritta:
Rinnovò ampiamente la casa e aggiunse sontuosi arredi. Gran parte dei mobili erano stati presi in affitto - gli arredi della sola sala da ballo erano stati valutati £ 730 - e organizzò gran parte della sua attività a credito o in cambio di un gran numero di biglietti per i suoi spettacoli futuri. Stava già avendo problemi con i creditori e con sequestri di mobili nel febbraio 1762.  Tuttavia, gli spettacoli avevano un enorme successo, in particolare i balli in maschera. Dovette far aprire una nuova porta per accogliere la folla, e tra i partecipanti c'erano membri della famiglia reale, il Principe di Monaco, il Re di Danimarca e il suo entourage e "metà della nobiltà".  Nel febbraio del 1770, il Parlamento interruppe i lavori in anticipo per consentire ai suoi membri di partecipare a una delle sue mascherate. Laurence Sterne definì la signora Cornelys "la migliore assemblea e il miglior concerto a cui abbia mai avuto l'onore di essere presente". In The Expedition of Humphry Clinker, pubblicato nel 1771, Tobias Smollett scrisse: "L'assemblea di Mrs. Cornelys, per i locali, la compagnia, i vestiti e le decorazioni, supera ogni descrizione ". In The Luck of Barry Lyndon di Thackeray, il narratore ricorda che "[tutte] le donne di dubbia reputazione della città erano riunite lì". Dickens scrisse in un articolo su Soho che "il mondo moriva dalla voglia di essere nella lista della signora Cornelys." Per i suoi concerti, aveva ingaggiato i migliori musicisti disponibili a Londra, tra cui Johann Christian Bach, Karl Friedrich Abel, Stephen Storace e Carl Friedrich Weichsel. Tenne eventi una o due volte al mese, principalmente nella stagione invernale. La sua risposta all'apertura di locali da parte dei suoi concorrenti fu quella di ristrutturare con opulenza, ancora maggiore, rifacendo due sale in stile cinese e facendo costruire un ponte cinese per collegare la casa e le sale pubbliche dietro di essa e pubblicizzarle sui giornali:
Si dice che avesse speso £ 5.000 solo tra il 1767 e il 1772. Ebbe successo nel mantenere la sua casa al culmine della moda, anche se i partecipanti continuarono a sottolineare quanto fosse affollata. Frances Burney scrisse nel 1770:
Madame Cornelys ebbe molto successo come imprenditrice. Secondo Casanova, aveva una casa di campagna a Hammersmith con "tre segretarie, trentadue servi, sei cavalli, un muto e una dama di compagnia".  Sua figlia era stata ben educata in un convento cattolico,  e controllava molti dettagli degli eventi, incluso chi poteva partecipare (attraverso un comitato di donne guidato dalla signora Chudleigh e inclusa Mary Bertie, moglie del duca di Ancaster e Kesteven, che faceva parte di un "set vivace" di donne appassionate di festeggiamenti e spese ingenti) e che cosa potevano indossare, visto che le gonne a cerchio occupavano troppo spazio.   Quando l'affollarsi all'esterno, nelle notti di gala portò a collisioni tra le carrozze, istituì il primo sistema a senso unico di Londra, dichiarando, nella sua pubblicità, che i cocchieri avrebbero dovuto dirigersi con i cavalli verso Greek Street. Tuttavia, era una donna d'affari malaccorta, e spendeva più di quanto non incassasse, per l'organizzazione degli eventi e per la pubblicità, quasi mai pagando in tempo i dipendenti o i fornitori, continuando a prendere in prestito, e con una così scarsa accortezza per gli affari che la gente la derubava liberamente.
Nel gennaio 1771 iniziò a rappresentare delle opere, tra cui Artaserse di Thomas Arne, con Gaetano Guadagni nel ruolo del protagonista. Le esibizioni operistiche erano illegali senza una licenza reale, e Madame Cornelys affermò, senza successo, che fossero spettacoli di beneficenza, come riportato da Horace Walpole:
Lei e Guadagni furono multati e alla successiva rappresentazione operistica fecero pagare un extra per coprire la multa.  Alla fine ella fece domanda per ottenere una licenza, ma le venne rifiutata. Nella sua domanda affermava che:
La signora Cornelys entrava e usciva dalla prigione dei debitori fino a quando, nel 1772, la Carlisle House fu sequestrata e il suo contenuto messo all'asta. Un gruppo di suoi creditori lo acquistò a un prezzo bassissimo in una vendita all'asta organizzata in fretta. Nel frattempo, dopo essersi assicurata la libertà, comprò un hotel a Southampton e lo gestì fino a quando fallì. Nel 1775, tornò a Londra, organizzò una regata veneziana sul Tamigi e poi tornò alla Carlisle House, questa volta come direttrice. Tenne due stagioni di grande successo di "mascherate rurali", decorando gli interni delle sale di ricevimento con erba fresca, siepi, fiori esotici, pesci rossi che nuotavano in una fontana e pini nella sala da concerto. Tuttavia, tornò in bancarotta e nel 1779 fu nuovamente imprigionata. Fuggì nel giugno del 1780 quando la prigione fu incendiata durante le sommosse di Gordon, ma fu ricatturata a Westminster ad agosto.
Nel 1795 usava il nome di Mrs Smith e vendeva latte d'asina a Knightsbridge. Tentò senza successo di organizzare una serie di colazioni con il patrocinio reale. Suo figlio, al quale aveva chiesto di aiutarla a dirigere Carlisle House, non le era stato di grande aiuto, essendo stato cresciuto come un aristocratico ozioso, ma l'aiutò e la sostenne negli anni successivi. Era un precettore del Conte di Pomfret, ma diede la precedenza a sua madre.
Morì in prigione all'età di 74 anni, probabilmente per cancro al seno. L'attrice Becky Wells, che le rese visita in carcere, riferì che "entrando nella carrozza per andare in prigione, batté il petto contro la porta, che le causo un cancro molto scioccante".